# Kalkwand (Stubaier Alpen)

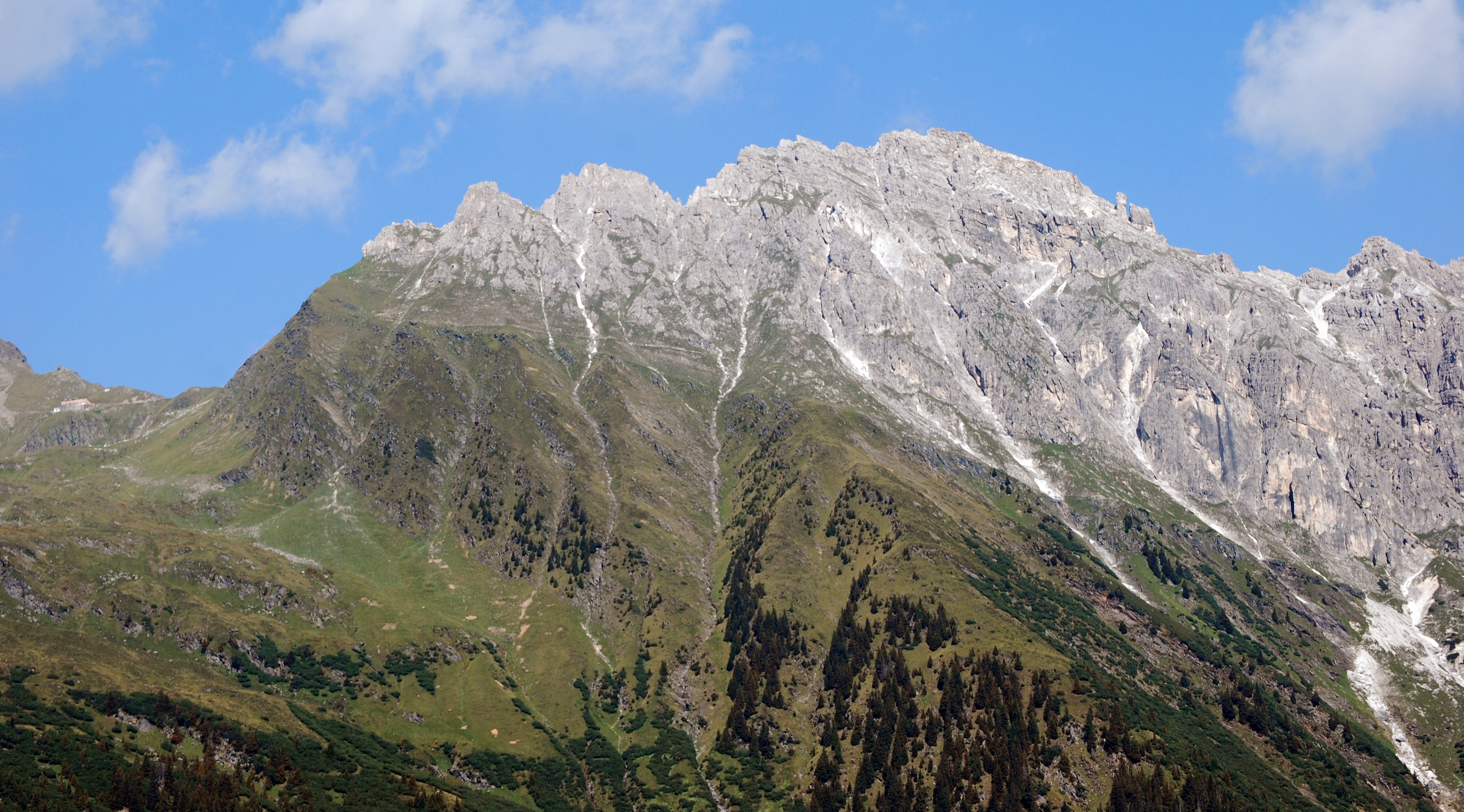
Zbudowany ze skał wapiennych szczyt Kalkwand w Stubaier Alpen

Kalkwand (niem. Kalkwand) – zbudowany ze skał wapiennych szczyt w Stubaier Alpen o wysokości 2564 m n.p.m.  Nazwa szczytu Kalkwand oznaczająca dosłownie wapienną ścianę powtarza się wielokrotnie w Alpach, dlatego też dla odróżnienia w nawiasie podaje się w nawiasie nazwę masywu, w którym szczyt się znajduje.

## Położenie
Kalkwand położony jest we wschodniej części Stubaier Alpen, w grani odchodzącej na północny wschód od szczytu Habicht (3277 m n.p.m.), oddzielającej doliny Gschnitz Tal i Pinnis Tal.

## Turystyka i alpinizm
Punktem wyjścia na szczyt jest schronisko Innsbrucker Hütte, do którego dotrzeć można z miejscowości Gschnitz w dolinie Gschnitz Tal znakowaną ścieżką, co zajmuje około 4 h.  Wejście na szczyt ze schroniska nie jest dostępne dla zwykłych turystów - stanowi ono nietrudną lecz eksponowaną drogę wspinaczkową o trudnościach PD, z miejscami II, wymagającą asekuracji oraz użycia sprzętu wspinaczkowego.  Podawany w literaturze czas przejścia wynoszący około 1 h może być nieco zaniżony.

## Mapy
- Kompass Wanderkarte, no. 83 "Stubaier Alpen", skala 1 : 50 000,
- Kompass Wanderkarte, no. 36 "Innsbruck - Brenner", skala 1 : 50 000.

## Literatura
- Klier W.: Alpenvereinsführer Stubaier Alpen, Bergverlag Rudolf Rother, München, (2006), ISBN 3-7633-1271-4.